# Lasioglossum fimbriatellum
Lasioglossum fimbriatellum är en biart som först beskrevs av Joseph Vachal 1894.  Lasioglossum fimbriatellum ingår i släktet smalbin, och familjen vägbin. Inga underarter finns listade i Catalogue of Life.